# Alajdin Abazi

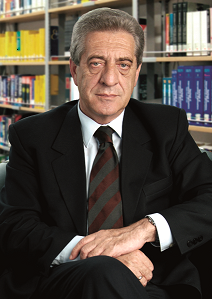
Alajdin Abazi

Alajdin Abazi (mazedonisch Алајдин Абази; * 1. November 1942 in Tetovo, Königreich Jugoslawien, heute Nordmazedonien) ist ein nordmazedonischer Professor und Physiker albanischer Ethnie.

## Leben
Abazi graduierte 1965 mit einem Titel der Elektrotechnik an der Universität Zagreb und erwarb seinen Magistertitel an der gleichen Universität 1973. 1977 promovierte er an der Universität Zagreb zum Thema Ablage und Neutralisation der elektrischen Aufladungen in Isolierfilmen.
Von 1966 bis 1969 arbeitete er beruflich als Ingenieur in der Region. 1969 trat er der Fakultät der Universität von Pristina bei, in der er als Dekan der technischen Fakultät diente (1979–1981), und 1985 wurde er Professor in der Abteilung für elektrotechnische Theorie.
Von 1982 bis 1990 wurde er neben seiner akademischen Arbeit zum Vorstandspräsidenten des Instituts „Inkos“ für Forschung und Entwicklung und zum Vorstands-Vizepräsidenten der Elektro-Wirtschaft des Kosovo gewählt. Er war Mitglied der YU-Vereinigten Staaten von Amerika Genossenschaft für Wissenschaft und Forschung.
Seine schulischen Interessen, seine Fertigkeiten und das Beherrschen vieler Fremdsprachen haben es ihm ermöglicht, Vorträge zu halten und sich der Forschung im Ausland zu widmen, einschließlich ausgedehnter Perioden an der Universität von Nordwales im Vereinigten Königreich, Iași in Rumänien, Tirana in Albanien und an der Akademie für Wissenschaft und Kunst in der Volksrepublik China. Er war ein Fulbright-Gelehrter an der West Virginia University in den Vereinigten Staaten. Abazi hat mehr als fünfzig wissenschaftliche Artikel veröffentlicht und hat an vielen wissenschaftlichen Projekten teilgenommen.
2001 wurde Abazi zum Direktor der South East European University in seiner Geburtsstadt ernannt. Als der Universitätsbau fertiggestellt war und die Universität geöffnet wurde, ernannte man ihn zu deren Rektor.